# Дубишенская волость

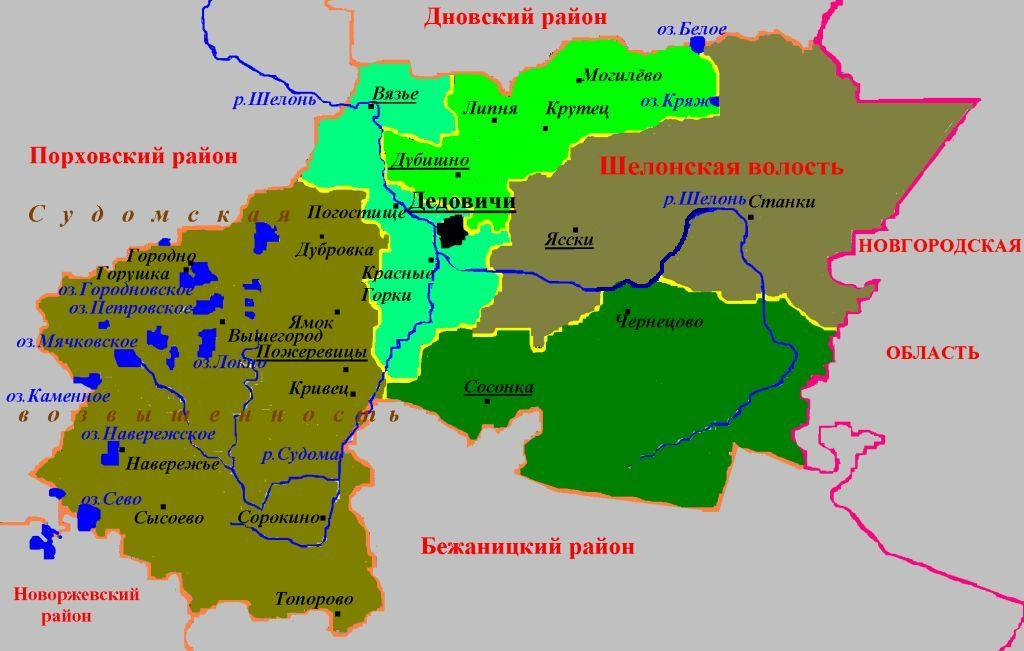
Административное деление Дедовичского района в 2010—2015 гг.

Дубишенская волость — упразднённые административно-территориальная единица 3-го уровня и муниципальное образование со статусом сельского поселения в Дедовичском районе Псковской области России.
Административный центр — деревня Дубишно.

## География
Территория волости граничила на западе и юго-западе с Вязьевской волостью, на юге — с городским поселением Дедовичи, на юго-востоке и востоке — с Шелонской волостями Дедовичского района, на севере — с Дновским районом.

## Население
| 2002 | 2010  | 2012 | 2013 | 2014 | 2015 |
| ---- | ----- | ---- | ---- | ---- | ---- |
| 654  | ↗1029 | ↘997 | ↘951 | ↘902 | ↘860 |

## Населённые пункты
В состав Дубишенской волости входило 36 деревень — Александрово, Алешня, Аничковы Гривы, Бельская Лука, Берёзово, Березовец, Борок, Белозорево, Ветчи, Гавшино, Дубишно, Дубеченок, Жадиновичи, Заречье, Замостье, Карсаковы Гривы, Котово, Крутец, Лбово, Липня, Межник, Могилево, Негодицы, Нивы, Овинец, Острая Лука, Пруды, Пружково, Пуково, Раменье, Релка, Рои, Селище, Тютьково, Шилово, Ярилово.

## История
Постановлением Псковского областного Собрания депутатов от 26 января 1995 года все сельсоветы в Псковской области были переименованы в волости, в том числе Шелонский сельсовет (до 1989 года — Ясский сельсовет) был превращён в Шелонскую волость с центром в деревне Лбово.
Постановлением Псковского областного Собрания депутатов от 30 января 1997 года на части территории Шелонской волости была создана Дубишенская волость с центром в деревне Дубишно, а центр Шелонский волости был перенесён из деревни Лбово в деревню Ясски.
Законом Псковской области от 28 февраля 2005 года в границах Дубишенской волости было также создано муниципальное образование Дубишенская волость со статусом сельского поселения с 1 января 2006 года в составе муниципального образования Дедовичский район со статусом муниципального района.
На референдуме 11 октября 2009 год было поддержано объединение Дубишенской с Крутецкой  волостью (д. Крутец). Законом Псковской области от 3 июня 2010 года Крутецкая волость была упразднена 1 июля 2010 года в пользу Дубишенской волости.
Законом Псковской области от 30 марта 2015 года Дубишенская волость была упразднена, а её территория  11 апреля 2015 года включена в состав Шелонской волости, при этом административный центр последней был перенесён в деревню Дубишно.